# Mellem venner (film)
 For alternative betydninger, se Mellem venner. (Se også artikler, som begynder med Mellem venner)
Mellem venner er en film instrueret af Poul Nyrup, der også har skrevet filmens manuskript. Filmen er Poul Nyrups debut som instruktør. Poul Nyrup er tillige producent af filmen, sammen med Leif Jedig, der dog ikke er krediteret som co-producer.

## Handling
Den unge Kim løslades efter et længere fængselsophold og opsøger hurtigt sine gamle "venner", der holder til på byens barer og billardsaloner. Det bliver et glædeligt gensyn, da han træffer Basse og "Kronprinsen". Kims løsladelse skal fejres. "Kronprinsen" får besked på at skaffe en vogn og samle vennerne op om aftenen. De skal ud at støve noget af det frække op. Kim er helt vild, han har ikke set et skørt i to år. Men fester koster penge, og det foreslås, at de løser problemet ved at gøre "et bræk".